# Поттертон, Джеральд
Джеральд Поттертон (англ. Gerald Potterton; 8 марта 1931[…], Лондон — 23 августа 2022, Ковансвиль, Квебек) — британо-канадский режиссёр, продюсер и мультипликатор. Наиболее известен как режиссёр ныне культового «Хэви-метал» и своей анимационной работы над «Битлз: Жёлтая подводная лодка». Член Канадской государственной службы кинематографии.

## Карьера
Поттертон трижды номинировался на премию «Оскар» за лучший анимационный короткометражный фильм: как режиссёр анимационных короткометражек «Моя карьерная лестница». и «Рождественский крекер», а также как продюсер фильма «Эгоистичный гигант».
В 1981 году он был нанят продюсером Айвеном Райтманом для режиссуры анимационного фильма «Хэви-металл». Поттертон координировал работу более тысячи художников, аниматоров и техников из семнадцати стран, работающих в Лос-Анджелесе, Нью-Йорке, Лондоне, Монреале и Оттаве.
В 1980-е и 1990-е годы он продолжал делать анимационные и игровые фильмы для телевидения и проката.
Скончался 23 августа 2022 года.